# Saison 2018-2019 du Racing 92
Cette page présente la saison 2018-2019 du Racing 92 en Top 14 et en coupe d'Europe.

## Entraîneurs
- Laurent Travers (entraîneur des avants)
- Laurent Labit (entraîneur des arrières)
- Chris Masoe (responsable de la défense)
- Patricio Noriega (responsable de la mêlée)
- Casey Laulala (responsable des skills)

## Effectif 2018-2019
| Nom                       | Poste            | Naissance         | Nationalité sportive | Sélections (pts marqués) | Dernier club             | Arrivée au club (année) | JIFF |
| ------------------------- | ---------------- | ----------------- | -------------------- | ------------------------ | ------------------------ | ----------------------- | ---- |
| Eddy Ben Arous            | Pilier           | 25 août 1990      | France               |                          | US Tours                 | 2008                    | oui  |
| Ben Tameifuna             | Pilier           | 30 août 1991      | Tonga                |                          | Waikato                  | 2015                    | non  |
| Cedate Gomes Sa           | Pilier           | 7 août 1993       | France               |                          | Saint-Nazaire            | 2011                    | oui  |
| Census Johnston           | Pilier           | 6 mai 1981        | Samoa                |                          | Stade toulousain         | 2017                    | non  |
| Vasil Kakovin             | Pilier           | 1er décembre 1989 | Géorgie              |                          | Stade toulousain         | 2017                    | oui  |
| Guram Gogichashvili       | Pilier           | 4 septembre 1998  | Géorgie              |                          | RC Locomotive            | 2018                    | non  |
| Georges-Henri Colombe     | Pilier           | 9 avril 1998      | France               |                          | USO Nevers               | 2018                    | oui  |
| Dimitri Szarzewski (cap.) | Talonneur        | 26 janvier 1983   | France               |                          | Stade français           | 2012                    | oui  |
| Teddy Baubigny            | Talonneur        | 2 septembre 1998  | France               |                          | Rugby club pays de Meaux | 2013                    | oui  |
| Camille Chat              | Talonneur        | 18 décembre 1995  | France               |                          | Formé au club            | 2013                    | oui  |
| Issam Hamel               | Talonneur        | 18 juin 1997      | Algérie              |                          | CS Bourgoin-Jallieu      | 2018                    | non  |
| Leone Nakarawa            | 2e ligne         | 2 avril 1988      | Fidji                |                          | Glasgow Warriors         | 2016                    | non  |
| Edwin Maka                | 2e ligne         | 25 février 1995   | Tonga                | -                        | Stade toulousain         | 2017                    | oui  |
| Donnacha Ryan             | 2e ligne         | 11 décembre 1983  | Irlande              | Drapeau : Irlande        | Munster                  | 2017                    | non  |
| Dominic Bird              | 2e ligne         | 9 avril 1991      | Nouvelle-Zélande     |                          | Chiefs                   | 2018                    | non  |
| Bernard Le Roux           | 3e ligne         | 4 juin 1989       | France               |                          | Boland Cavaliers         | 2009                    | oui  |
| Boris Palu                | 3e ligne         | 4 février 1993    | France               | -                        | MLSGP 78 rugby           | 2010                    | oui  |
| Wenceslas Lauret          | 3e ligne         | 28 mars 1989      | France               |                          | Biarritz olympique       | 2013                    | oui  |
| Antonie Claassen          | 3e ligne         | 20 septembre 1984 | France               |                          | Castres olympique        | 2014                    | oui  |
| Baptiste Chouzenoux       | 3e ligne         | 7 août 1993       | France               | -                        | Aviron bayonnais         | 2017                    | oui  |
| Fabien Sanconnie          | 3e ligne         | 21 février 1995   | France               |                          | CA Brive                 | 2018                    | oui  |
| Jordan Joseph             | 3e ligne         | 31 juillet 2000   | France               | -20 ans                  | RC Massy                 | 2018                    | oui  |
| Maxime Machenaud          | Demi de mêlée    | 30 décembre 1988  | France               |                          | SU Agen                  | 2012                    | oui  |
| Xavier Chauveau           | Demi de mêlée    | 14 octobre 1992   | France               | -                        | Formé au club            | 2013                    | oui  |
| Teddy Iribaren            | Demi de mêlée    | 25 septembre 1990 | France               |                          | CA Brive                 | 2017                    | oui  |
| Patrick Lambie            | Demi d'ouverture | 17 octobre 1990   | Afrique du Sud       |                          | Sharks                   | 2017                    | non  |
| Ben Volavola              | Demi d'ouverture | 13 janvier 1991   | Fidji                |                          | Union Bordeaux Bègles    | 2018                    | non  |
| Finn Russell              | Demi d'ouverture | 23 septembre 1992 | Écosse               |                          | Glasgow Warriors         | 2018                    | non  |
| Luigi Tarozzi             | Demi d'ouverture | 5 mai 1998        | France               | -                        | Aviron bayonnais         | 2018                    | oui  |
| Raphaël Lagarde           | Demi d'ouverture | 30 octobre 1988   | France               | à sept                   | Aviron bayonnais         | 2018                    | oui  |
| Henry Chavancy            | Centre           | 22 mai 1988       | France               |                          | Formé au club            | 2007                    | oui  |
| Casey Laulala             | Centre           | 3 mai 1982        | Nouvelle-Zélande     |                          | Munster Rugby            | 2014                    | non  |
| Simon Bienvenu            | Centre           | 7 mars 1996       | France               | -                        | Stade toulousain         | 2017                    | oui  |
| Virimi Vakatawa           | Centre           | 1er mai 1992      | Fidji                |                          | Sans club                | 2017                    | oui  |
| Olivier Klemenczak        | Centre           | 1er juin 1996     | France               | à sept                   | US Dax                   | 2018                    | oui  |
| Théo Costossèque          | Centre           | 2000              | France               |                          | Aviron bayonnais         | 2018                    | oui  |
| Juan Imhoff               | Ailier           | 11 mai 1988       | Argentine            |                          | Duendes RC               | 2011                    | non  |
| Teddy Thomas              | Ailier           | 18 septembre 1993 | France               |                          | Biarritz olympique       | 2014                    | oui  |
| Joe Rokocoko              | Ailier           | 6 juin 1983       | Nouvelle-Zélande     |                          | Aviron bayonnais         | 2015                    | non  |
| Louis Dupichot            | Ailier           | 23 septembre 1995 | France               | -                        | Section paloise          | 2017                    | oui  |
| Simon Zebo                | Ailier           | 16 mars 1990      | Irlande              | Drapeau : Irlande        | Munster                  | 2018                    | non  |
| Brice Dulin               | Arrière          | 13 avril 1990     | France               |                          | Castres olympique        | 2014                    | oui  |

## Calendrier et résultats

### Top 14
| - RC Toulon - Racing 92 : 9 - 25 - Racing 92- ASM Clermont : 17 - 40 - Racing 92- SU Agen : 59 - 7 - Stade toulousain - Racing 92 : 30 - 17 - Racing 92 - Castres Olympique : 27 - 11 - Stade français Paris - Racing 92 : 16 - 17 - Racing 92- Lyon OU : 13 - 19 - Racing 92- Section paloise : 48 - 28 - Montpellier HR - Racing 92 : 13 - 27 - Racing 92 - FC Grenoble : 24 - 23 - Stade rochelais - Racing 92 : 16 - 11 - Racing 92 - USA Perpignan : 64 - 28 - Union Bordeaux-Bègles - Racing 92 : 40 - 7 | - Racing 92 - RC Toulon : 22 - 13 - Lyon OU - Racing 92 : 32 - 11 - Racing 92 - Stade toulousain : 29 - 34 - Castres Olympique - Racing 92 : 18 - 9 - Racing 92 - Stade rochelais : 50 - 14 - FC Grenoble - Racing 92 : 16 - 34 - Racing 92 - Union Bordeaux-Bègles : 45 - 27 - ASM Clermont - Racing 92 : 31 - 31 - Racing 92 - Montpellier HR : 26 - 25 - Section paloise - Racing 92 : 29 - 27 - Racing 92 - Stade français Paris : 23 - 27 - USA Perpignan - Racing 92 : 14 - 52 - SU Agen - Racing 92 : 3 - 35 |

| Rang | Club                  | J  | V  | N | D  | Bo | Bd | Pm  | Pe  | Diff | Pts |
| ---- | --------------------- | -- | -- | - | -- | -- | -- | --- | --- | ---- | --- |
| 1    | Stade toulousain      | 26 | 21 | 2 | 3  | 9  | 1  | 820 | 508 | +312 | 98  |
| 2    | ASM Clermont          | 26 | 16 | 3 | 7  | 9  | 4  | 828 | 535 | +293 | 83  |
| 3    | Lyon OU               | 26 | 17 | 1 | 8  | 7  | 1  | 683 | 525 | +158 | 78  |
| 4    | Racing 92             | 26 | 15 | 1 | 10 | 8  | 4  | 750 | 563 | +187 | 74  |
| 5    | Stade rochelais       | 26 | 16 | 0 | 10 | 6  | 1  | 719 | 616 | +103 | 71  |
| 6    | Montpellier HR        | 26 | 14 | 1 | 11 | 6  | 6  | 659 | 546 | +113 | 70  |
| 7    | Castres olympique (T) | 26 | 15 | 0 | 11 | 4  | 5  | 508 | 499 | +9   | 69  |
| 8    | Stade français Paris  | 26 | 14 | 0 | 12 | 4  | 4  | 583 | 579 | +4   | 64  |
| 9    | RC Toulon             | 26 | 12 | 0 | 14 | 6  | 3  | 572 | 542 | +30  | 57  |
| 10   | Union Bordeaux Bègles | 26 | 12 | 1 | 13 | 4  | 3  | 618 | 711 | -93  | 57  |
| 11   | Section paloise       | 26 | 9  | 0 | 17 | 2  | 5  | 501 | 763 | -262 | 43  |
| 12   | SU Agen               | 26 | 8  | 1 | 17 | 0  | 4  | 431 | 654 | -223 | 38  |
| 13   | FC Grenoble (P)       | 26 | 5  | 2 | 19 | 0  | 5  | 448 | 691 | -243 | 29  |
| 14   | USA Perpignan (P)     | 26 | 2  | 0 | 24 | 0  | 4  | 433 | 821 | -388 | 12  |

### Phases finales

#### Barrages
| Vendredi 31 mai 2019 21 h 00 | Racing 92 | 13 - 19 (3 - 12) | Stade rochelais                                                                                       | Stade olympique Yves-du-Manoir, Colombes 11 498 spectateurs Arbitre : Mathieu Raynal |
| Vendredi 31 mai 2019 21 h 00 | Essai(s) : 1 Nakarawa (67e) Transformation(s) : 1 Iribaren (67e) Pénalité(s) : 2 Machenaud (40e), Iribaren (73e) Carton(s) jaune(s) : 1 Chavancy (37e) |                  | Essai(s) : 1 Retière (52e) Transformation(s) : 1 West (52e) Pénalité(s) : 4 West (11e, 16e, 30e, 38e) | Stade olympique Yves-du-Manoir, Colombes 11 498 spectateurs Arbitre : Mathieu Raynal |
| Vendredi 31 mai 2019 21 h 00 | |                  | | Stade olympique Yves-du-Manoir, Colombes 11 498 spectateurs Arbitre : Mathieu Raynal |

### Coupe d'Europe
Dans la coupe d'Europe, le Racing 92 fait partie de la poule 4 et est opposée aux Gallois de Llanelli Scarlets, aux Anglais du Leicester Tigers et aux Irlandais de l'Ulster.
| - Llanelli Scarlets - Racing 92 : 13 - 14 - Racing 92 - Ulster : 44 - 12 - Racing 92 - Leicester Tigers : 36 - 26 | - Leicester Tigers - Racing 92 : 11 - 34 - Ulster - Racing 92 : 26 - 22 - Racing 92 - Llanelli Scarlets : 46 - 33 |

Quart de finale
- Racing 92 -  Stade toulousain : 21 - 22

## Statistiques

### Championnat de France

#### Meilleur réalisateur
| Rang | Joueur           | Poste            | Points | Essais | Transf. | Pén. | Drops |
| ---- | ---------------- | ---------------- | ------ | ------ | ------- | ---- | ----- |
| 1    | Finn Russell     | Demi d'ouverture | 116    | 5      | 26      | 13   | 0     |
| 2    | Maxime Machenaud | Demi de mêlée    | 93     | 0      | 21      | 17   | 0     |
| 3    | Virimi Vakatawa  | Centre           | 65     | 13     | 0       | 0    | 0     |
| 4    | Teddy Iribaren   | Demi de mêlée    | 61     | 1      | 16      | 8    | 0     |

#### Meilleur marqueur
| Rang | Joueur             | Poste            | Essais |
| ---- | ------------------ | ---------------- | ------ |
| 1    | Virimi Vakatawa    | Centre           | 13     |
| 2    | Simon Zebo         | Ailier           | 11     |
| 3    | Juan Imhoff        | Ailier           | 9      |
| 4    | Louis Dupichot     | Ailier           | 8      |
| 5    | Leone Nakarawa     | 2e ligne         | 7      |
| 6    | Teddy Thomas       | Ailier           | 6      |
| 7    | Olivier Klemenczak | Centre           | 5      |
| -    | Finn Russell       | Demi d'ouverture | 5      |
| 6    | Bernard Le Roux    | 3e ligne         | 3      |
| -    | Camille Chat       | Talonneur        | 3      |
| -    | Henry Chavancy     | Centre           | 3      |

### Coupe d'Europe

#### Meilleur réalisateur
| Rang | Joueur           | Poste            | Points | Essais | Transf. | Pén. | Drops |
| ---- | ---------------- | ---------------- | ------ | ------ | ------- | ---- | ----- |
| 1    | Finn Russell     | Demi d'ouverture | 48     | 0      | 15      | 6    | 0     |
| 2    | Teddy Iribaren   | Demi de mêlée    | 27     | 4      | 2       | 1    | 0     |
| 3    | Juan Imhoff      | Ailier           | 25     | 5      | 0       | 0    | 0     |
| -    | Simon Zebo       | Ailier           | 25     | 5      | 0       | 0    | 0     |
| 5    | Maxime Machenaud | Demi de mêlée    | 20     | 0      | 4       | 4    | 0     |
| -    | Virimi Vakatawa  | Centre           | 20     | 4      | 0       | 0    | 0     |

#### Meilleur marqueur
| Rang | Joueur              | Poste         | Essais |
| ---- | ------------------- | ------------- | ------ |
| 1    | Juan Imhoff         | Ailier        | 5      |
| -    | Simon Zebo          | Ailier        | 5      |
| 3    | Virimi Vakatawa     | Centre        | 4      |
| -    | Teddy Iribaren      | Demi de mêlée | 4      |
| 5    | Teddy Thomas        | Ailier        | 2      |
| -    | Olivier Klemenczak  | Centre        | 2      |
| -    | Baptiste Chouzenoux | 3e ligne      | 2      |